# NGC 1812
NGC 1812 is een spiraalvormig sterrenstelsel in het sterrenbeeld Duif. Het hemelobject werd op 6 november 1834 ontdekt door de Britse astronoom John Herschel.

## Synoniemen
- ESO 422-39
- MCG -5-13-9
- AM 0506-291
- IRAS 05068-2918
- PGC 16819